# Bustares
Bustares település Spanyolországban, Guadalajara tartományban. Bustares Gascueña de Bornova, Villares de Jadraque, El Ordial és Condemios de Arriba községekkel határos. Lakosainak száma 68 fő (2024).

## Népesség
A település népessége az utóbbi években az alábbiak szerint változott:
| Lakosok száma | 95   | 98   | 101  | 89   | 81   | 85   | 85   | 79   | 76   | 68   |
|               | 2001 | 2004 | 2006 | 2009 | 2011 | 2014 | 2016 | 2019 | 2021 | 2024 |